# Lars Törner (kyrkoherde)
Lars Törner, född 19 juli 1725 i Linköping, Östergötlands län, död 18 juni 1807 i Varvs socken, Östergötlands län, var en svensk präst.

## Biografi
Lars Törner föddes 19 juli 1725 i Linköping. Han var son till lektor Johan Törner och Christina Wetterberg. Törner studerade i Linköping och blev höstterminen 1744 student vid Uppsala universitet, Uppsala. Han blev15 juni 1752 magister och prästvigdes 8 maj 1755 till huspredikant på Karlshov i Älvestads socken. Törner blev 1756 komminister i Vårdsbergs församling, Vårdsbergs pastorat. Han tog pastoralexamen 4 mars 1767 och blev 22 maj 1782 kyrkoherde i Varvs församling, Varvs pastorat, tillträde direkt. Han blev 16 augusti 1797 prost. Törner avled 18 juni 1807 i Varvs socken och begravdes på gamla kyrkogården där hans gravsten finns bevarad.
Törner var respondens vid prästmötet 1759.

### Familj
Törner gifte sig 1753 med Catharina Elisabeth Heldman (1729–1806). Hon var dotter till språkläraren Anders Heldman och Catharina Elisabeth Efversson i Uppsala. De fick tillsammans barnen Christina Ulrica (1753–1815), Johan Peter (1754–1755), Elisabeth Maria, Lars (1758–1763), Andreas (född 1758), Gustaf (1760–1760), Carl, Beata Helena (född 1763), Hedvig Charlotta (född 1765), Laurentius (född 1767) och Catharina Fredrica.